# Бастардный феодализм
Баста́рдный или ублю́дочный феодали́зм (англ. Bastard feudalism) — термин, предложенный в XIX веке для описания отношений внутри дворянского сословия в период позднего Средневековья в Англии, приведших к Войне Алой и Белой розы и замедлению экономического развития страны. В настоящее время термин применяется главным образом в переносном смысле.
Впервые термин «бастардный феодализм» был предложен английским историком Чарльзом Пламмером в 1885 году, однако подробная разработка концепции «бастардного феодализма» связана с работами Уильяма Стаббса (1825—1901) и его учеников.

## Происхождение и суть явления
В XV веке английское дворянство добилось для себя очередной привилегии. Теперь дворянину больше не надо было лично участвовать в рыцарском ополчении и стала возможной денежная выплата королю или непосредственному сеньору вместо привычной воинской службы. Это привело к аккумуляции значительных денежных средств крупными английскими магнатами и появлению наемных армий не только у короля, но и у других влиятельных феодалов страны.
Вновь зародившиеся армии состояли из мелких дворян, обычно младших или незаконнорождённых (бастарды) сыновей землевладельцев. Для них военная служба стала главным, а зачастую и единственным, источником доходов. Причина этого в том, что по обычаям британского средневековья, дабы предотвращать дробление феодов и прочих земельных наделов, правом наследования обладал только старший сын. «Неудачливые» средние, младшие и, тем более, побочные сыновья веками стабильно пополняли шайки безземельных «кнехтов»-грабителей и становились главной действующей силой во всех Крестовых походах.
Следствием появления таких наёмных отрядов в Англии пятнадцатого столетия стал рост амбиций крупных магнатов, прежде всего многочисленных сыновей и внуков короля Эдуарда III и разделение английского общества на два противоборствующих лагеря — сторонников Ланкастеров и Йорков. Это привело к возобновлению междоусобных войн внутри Англии, пиком которых стала война Алой и Белой розы. Внутридворянские конфликты причинили значительный ущерб экономике страны и привели к упадку хозяйства Англии в середине XV века. По мере усиления централизации в правление первых Тюдоров, крупные магнаты постепенно потеряли своё влияние и лишились возможности содержания наёмных отрядов.

## Неоднозначность концепции
В середине XX века предложенная Стаббсом концепция «бастардного феодализма» была подвергнута резкой критике. Было установлено, что величина денежных средств, аккумулируемых магнатами и направляемых на оплату содержания наёмных отрядов, не была значительной. Мелкие дворяне переходили под покровительство крупных магнатов не столько из меркантильных соображений, сколько следуя классической феодальной концепции службы и в обмен на благосклонность, выражаемую в предоставлении земельных ленов, административных и придворных должностей, различного рода субсидий. Кроме того, практика замены военной службы денежной компенсацией возникла ещё в XII веке (щитовой сбор) и стала доминирующей уже при Эдуарде I, что, однако, не вызвало в Англии XIII—XIV веков феодальной анархии.
Наконец, большинство современных исследователей отвергает существовавшую ранее точку зрения, что война Алой и Белой розы явилась признаком системного кризиса феодализма, разрушила социальные связи внутри английского общества и подорвала экономику страны. В результате, в настоящее время концепция «бастардного феодализма» не является сколь-либо общепринятой в исторической литературе.